# Fox Park, Wyoming
Fox Park (även stavat Foxpark) är en ort (census-designated place) i Albany County i södra delen av den amerikanska delstaten Wyoming. Orten ligger i Medicine Bow – Routt National Forest i bergskedjan Medicine Bow Mountains, omkring 60 kilometer sydväst om countyts huvudort Laramie. Befolkningen uppgick till 22 personer vid 2010 års federala folkräkning.

## Historia
Ortnamnet togs från en skogsglänta i trakten. Samhället grundades som ett skogshuggarläger och fick i början av 1900-talet en järnvägsstation på Laramie, Hahn's Peak and Pacific Railway, med anslutning via Centennial till Union Pacifics stambana genom Laramie och i andra riktningen mot kolgruvorna i Coalmont, Colorado. Ett postkontor öppnades 1910. Sedan 1987, då Union Pacific sålde järnvägslinjen, har järnvägstrafiken helt lagts ned.